# Ti stringerò
Ti stringerò è un album raccolta di Nada, distribuito dall'etichetta Polydor nel 1982.
Il lavoro è stato pubblicato al termine del contratto con l'etichetta, che era iniziato nel 1978 ed aveva prodotto un solo LP, Nada, che non aveva ottenuto un grande riscontro di vendite. 
La raccolta contiene quattro brani tratti dal disco citato, più altre canzoni che erano state pubblicate successivamente su 45 giri: Rosa/Un tocco in più, uscito nel 1980, e Dimmi che mi ami che mi ami che tu ami che tu ami solo me/Ballando sull'onda, messo in commercio nel 1981.
Oltre al brano di successo che dà il titolo alla raccolta, il disco contiene un altro inedito dal titolo Giorno dopo giorno, scritto da Fabio Massimo Caruso e Mauro Lusini..
L'album non è mai stato ristampato in CD e non esiste alcuna distribuzione digitale sulle piattaforme streaming.

## Tracce
1. Ti stringerò (testo: Manzoli-Lusini – musica: Goblin)
2. Candida follia (testo: Piccoli-Lusini)
3. Rosa (testo: Piccoli)
4. Dolce più dolce (testo: Piccoli-Lusini – musica: Centofanti-Martino)
5. Un tocco in più (testo: Caruso-Lusini – musica: Schiorre)
6. Dimmi che mi ami che mi ami che tu ami che tu ami solo me (testo: Manzoli-Lusini – musica: V. Tempera)
7. Giorno dopo giorno (testo: Manzoli-Lusini)
8. Ballando sull'onda (testo: Manzoli-Lusini – musica: V. Tempera)
9. Fandango (testo: Farina-Piccoli-Lusini – musica: Centofanti-Martino)
10. Pasticcio universale (testo: Piccoli-Lusini – musica: Centofanti-Martino)